# Taibai Shan
Der Berg Taibai (chinesisch 太白山, Pinyin Tàibái Shān) ist ein Berg auf der Grenze zwischen den Kreisen Mei, Taibai und Zhouzhi im Südwesten der chinesischen Provinz Shaanxi. Der höchste Punkt, genannt Baxian-Turm, erhebt sich auf 3750 m und ist der höchste Punkt des Qin-Ling-Gebirgszuges (秦嶺山脈 / 秦岭山脉,  Qín Lǐng Shānmài) und der Provinz Shaanxi. Damit ist er Teil der Wasserscheide zwischen dem Fluss-Systemen des Gelben Flusses und des Jangtsekiang.